# Nummer 1-hits in de Billboard Hot 100 in 1963
Deze hits stonden in 1963 op nummer 1 in de Billboard Hot 100.
| Datum        | Artiest                      | Titel                    |
| ------------ | ---------------------------- | ------------------------ |
| 5 januari    | The Tornados                 | Telstar                  |
| 12 januari   | Steve Lawrence               | Go away little girl      |
| 19 januari   | Steve Lawrence               | Go away little girl      |
| 26 januari   | The Rooftop Singers          | Walk right in            |
| 2 februari   | The Rooftop Singers          | Walk right in            |
| 9 februari   | Paul & Paula                 | Hey Paula                |
| 16 februari  | Paul & Paula                 | Hey Paula                |
| 23 februari  | Paul & Paula                 | Hey Paula                |
| 2 maart      | The Four Seasons             | Walk like a man          |
| 9 maart      | The Four Seasons             | Walk like a man          |
| 16 maart     | The Four Seasons             | Walk like a man          |
| 23 maart     | Ruby & the Romantics         | Our day will come        |
| 30 maart     | The Chiffons                 | He's so fine             |
| 6 april      | The Chiffons                 | He's so fine             |
| 13 april     | The Chiffons                 | He's so fine             |
| 20 april     | The Chiffons                 | He's so fine             |
| 27 april     | Little Peggy March           | I will follow him        |
| 4 mei        | Little Peggy March           | I will follow Him        |
| 11 mei       | Little Peggy March           | I will follow Him        |
| 18 mei       | Jimmy Soul                   | If you wanna be happy    |
| 25 mei       | Jimmy Soul                   | If you wanna be happy    |
| 1 juni       | Lesley Gore                  | It's my party            |
| 8 juni       | Lesley Gore                  | It's my party            |
| 15 juni      | Kyu Sakamoto                 | Sukiyaki                 |
| 22 juni      | Kyu Sakamoto                 | Sukiyaki                 |
| 29 juni      | Kyu Sakamoto                 | Sukiyaki                 |
| 6 juli       | The Essex                    | Easier said than done    |
| 13 juli      | The Essex                    | Easier said than done    |
| 20 juli      | Jan & Dean                   | Surf city                |
| 27 juli      | Jan & Dean                   | Surf city                |
| 3 augustus   | The Tymes                    | So much in love          |
| 10 augustus  | Little Stevie Wonder         | Fingertips (pt. II)      |
| 17 augustus  | Little Stevie Wonder         | Fingertips (pt. II)      |
| 24 augustus  | Little Stevie Wonder         | Fingertips (pt. II)      |
| 31 augustus  | The Angels                   | My boyfriend's back      |
| 7 september  | The Angels                   | My boyfriend's back      |
| 14 september | The Angels                   | My boyfriend's back      |
| 21 september | Bobby Vinton                 | Blue velvet              |
| 28 september | Bobby Vinton                 | Blue velvet              |
| 5 oktober    | Bobby Vinton                 | Blue velvet              |
| 12 oktober   | Jimmy Gilmer & the Fireballs | Sugar shack              |
| 19 oktober   | Jimmy Gilmer & the Fireballs | Sugar shack              |
| 26 oktober   | Jimmy Gilmer & the Fireballs | Sugar shack              |
| 2 november   | Jimmy Gilmer & the Fireballs | Sugar shack              |
| 9 november   | Jimmy Gilmer & the Fireballs | Sugar shack              |
| 16 november  | Nino Tempo & April Stevens   | Deep Purple              |
| 23 november  | Dale & Grace                 | I'm leaving it up to you |
| 30 november  | Dale & Grace                 | I'm leaving it up to you |
| 7 december   | The Singing Nun              | Dominique                |
| 14 december  | The Singing Nun              | Dominique                |
| 21 december  | The Singing Nun              | Dominique                |
| 28 december  | The Singing Nun              | Dominique                |

1940 ·
1941 · 
1942 ·
1943 ·
1944 ·
1945 ·
1946 ·
1947 ·
1948 ·
1949 ·
1950 ·
1951 ·
1952 ·
1953 ·
1954 ·
1955 ·
1956 ·
1957 ·
1958 ·
1959 ·
1960 ·
1961 ·
1962 ·
1963 ·
1964 ·
1965 ·
1966 ·
1967 ·
1968 ·
1969 ·
1970 ·
1971 ·
1972 ·
1973 ·
1974 ·
1975 ·
1976 ·
1977 ·
1978 ·
1979 ·
1980 ·
1981 ·
1982 ·
1983 ·
1984 ·
1985 ·
1986 ·
1987 ·
1988 ·
1989 ·
1990 ·
1991 ·
1992 ·
1993 ·
1994 ·
1995 ·
1996 ·
1997 ·
1998 ·
1999 ·
2000 ·
2001 ·
2002 ·
2003 ·
2004 ·
2005 ·
2006 ·
2007 ·
2008 ·
2009 ·
2010 ·
2011 ·
2012 ·
2013 ·
2014 ·
2015 ·
2016 ·
2017 ·
2018 ·
2019 ·
2020 ·
2021 ·
2022 ·
2023
- Duitsland
- Noorwegen
- Verenigd Koninkrijk
- Verenigde Staten (Hot 100)